# Pierre-Claude Poussin
Pierre-Claude Poussin est un céramiste français en activité au XVIIIe siècle, né vers 1771.

## Biographie
Second fils de Pierre René Poussin, tourneur en faïence en 1775 à Bourg-la-Reine et de son épouse époux de Marguerite Cenideau, tous deux venant de Mennecy. Il n'est âgé que de 13 ans lorsque son père meurt et est inhumé le 1er juin 1784 au cimetière de Bourg la Reine. Il épouse Marie-Catherine Bourquet et exerce le métier de tourneur en faïence de 1778 à 1799 il  ouvrier de Charles Symphorien Jacques à la Manufacture dite no 1 implantée dans le petit chemin face à l'ancien cimetière qui part de la route d'Orléans en direction du pavé de Sceaux, du côté droit à l'intersection du chemin de Blagis. Le 20 Floréal de l'An II (1795), Il crée une faïencerie à l'enseigne de   La Madeleine à l'angle de la rue de la Tremière et de l'avenue du Général-Leclerc au no 39, qu'il gardera jusqu'en 1801. Il est par conjointement ; épicier depuis 1789 jusqu'en 1799. Secrétaire greffier de la commune de Bourg la Reine de 1792 et électeur la même année, il devient, Administrateur au Directoire du district et membre du Conseil de la Commune (1793-1794).C'est dans ses ateliers que François Laurin (1826-1901) le petit-fils de François, Guillaume Mony (1781-1844)fera ses premières armes. Cet établissement sera vendu plusieurs fois et parmi les propriétaires nous relevons les noms de : Jean-Paul Louis Chesnel-Larossière, Carlu, Benoît et François, Guillaume MonyAu no 5 de cette avenue Berujean, puis Auboin, au no 17 Fornier à la fin du XIXe siècle
Son frère aîné : Michel, François né vers 1762 épouse Marie Rose Raveneau, il sera pendant 19 ans : tourneur, ouvrier (1780 à 1799, il devient propriétaire en 1836 et marchand grainetier en 1882
Sa jeune sœur : Marguerite, Françoise épousera le 13 juillet 1789 le peintre en faïence Jacques Huon